# Ghẹ chấm
Ghẹ chấm, ghẹ đốm hay ghẹ cát (danh pháp hai phần: Portunus trituberculatus) là loài ghẹ được đánh bắt nhiều nhất trên toàn thế giới, với trên 300.000 tấn đánh bắt mỗi năm, 98% trong số này đánh bắt ngoài khơi của Trung Quốc.
P. trituberculatus được tìm thấy trong vùng biển từ Hokkaidō tới miền nam Ấn Độ, xuyên qua khu vực quần đảo Mã Lai và xa về phía nam tới Australia. Nó sống trên nền đáy nông nhiều cát hay bùn, với độ sâu nhỏ hơn 50 mét, thức ăn chủ yếu của nó là các loại rong biển và cả các loài cá nhỏ, giun và động vật hai mảnh vỏ.
Mai của nó có thể rộng tới 15 cm (6 inch) và 7 cm (2,75 inch) tính từ phần trước ra phần sau của lưng. P. trituberculatus có thể phân biệt với loài ghẹ xanh có họ hàng gần (và cũng được đánh bắt nhiều) P. pelagicus bằng một loạt các khía răng cưa rộng trên phần trước của mai (3 ở P. trituberculatus, 4 ở P. pelagicus) và trên mép trong của còng (4 ở P. trituberculatus, 3 ở P. pelagicus). Các loài ghẹ khác có họ hàng gần còn có P. sanguinolentus và các loài nhỏ hơn như P. haani và P. nipponensis.